# Pierre Charpentier (hockey sur glace)
Pour les articles homonymes, voir Pierre Charpentier et Charpentier (homonymie).
Pierre Joseph Charpentier (né dans le 10e arrondissement de Paris le 28 mars 1888 et mort à une date inconnue) est un ancien joueur français de hockey sur glace.
Joueur du Club des Sports d'Hiver de Paris, il fut également membre de l'équipe de France, avec laquelle il remporta le titre de champion d'Europe en 1924.
Il participa aux Jeux olympiques d'hiver d'Anvers (1920) et de Chamonix (1924).